# St. Stephen (música)
"St. Stephen" é uma música da Grateful Dead, escrita por Jerry Garcia, Phil Lesh e Robert Hunter e originalmente lançada no álbum de estúdio de 1969 Aoxomoxoa. No mesmo ano, uma versão ao vivo da música foi lançada no Live/Dead, seu primeiro álbum de concerto. Diferente da versão de estúdio, as versões ao vivo geralmente incluíam uma seção da música chamada "William Tell Bridge", que foi usada para seguir para "The Eleven". Depois de ser tocada com frequência em shows ao vivo do final dos anos 1960 ao início dos anos 1970, a música saiu do desempenho regular; as apresentações ao vivo subsequentes de St. Stephen foram, portanto, consideradas um evento especial por deadheads.[carece de fontes?]
A canção faz referência aos últimos dias e à provação do santo do século I d.C, Estevão, o primeiro mártir do Novo Testamento da Bíblia, que foi apedrejado até a morte (Atos 7: 54-60). Muitos Deadheads acreditam que a música é sobre Stephen Gaskin;[carece de fontes?] no entanto, Hunter negou isso em uma entrevista.[carece de fontes?]